# Roofman
Roofman är en amerikansk kriminaldramafilm som har premiär den 3 oktober 2025. Filmen är regisserad av Derek Cianfrance efter ett manus skrivet av Cianfrance och Kirk Gunn. Filmen är baserad på verkliga händelser.

## Handling
Filmen handlar om rånaren Jeffrey Manchester och hur han agerade för att undvika att åka fast.

## Rollista (i urval)
- Channing Tatum - Jeffrey Manchester
- Kirsten Dunst - Leigh Wainscott
- Ben Mendelsohn
- Peter Dinklage
- Uzo Aduba
- Juno Temple
- Emory Cohen
- LaKeith Stanfield - Jeffreys kompis
- Melonie Diaz
- Molly Price
- Lily Collias
- Tony Revolori
- Jimmy O. Yang